# Reichenau (Graubünden)
Reichenau (Reto-Romaans: La Punt) is een plaats in de gemeente Tamins, Graubünden, Zwitserland, en bekend van het punt waar de Voor-Rijn en Achter-Rijn bij elkaar komen en verder gaan als de Alpen-Rijn. Het ligt daarmee in het Alpenrijndal.
De naam vindt zijn oorsprong in de gelijknamige abdij aan het Bodenmeer dat in dit gebied Herrschaftsrecht had.
- Gemeinsame Normdatei: 4602841-9
- Historisch woordenboek van Zwitserland: 008079
- Virtual International Authority File: 4108147270555335700007